# Heiner Bade
Heiner Bade (även Heiner Baade), född 1949, är en tysk serieskapare. Han bodde ett tag i Sverige ett tag och är i Sverige mest känd för att ha tecknat Fantomen.
Heiner sökte in på konstskola vid 17 års ålder, en utbildning som tog 5 år. Han inledde sin seriekarriär med att göra skämtserier åt tyska tidningar, bland annat åt Neue Revue. 
1971 for Heiner Bade på semester till Sverige där han kom att stanna längre än planerat, 10 år närmare bestämt. På början av 70-talet gjorde han många serier åt svenska tidningar, bl.a. Williams Poäng och En Rolig Halvtimme. Heiner gjorde också några få Disneyserier, vilket han dock inte gillade och slutade med snabbt.
1974 tog Heiner kontakt med Semics Ulf Granberg för att sälja sin skräckserie "Gengångaren". "Gengångaren" blev publicerad i Serie-Magasinet och Granberg bad Heiner göra några provsidor på Fantomen. Provsidorna blev omtyckta och Heiner fick börja teckna Fantomen som han kom att fortsätta med i flera år.